# Exetastes crassivena
Exetastes crassivena är en stekelart som beskrevs av Henry Keith Townes, Jr. 1978. Exetastes crassivena ingår i släktet Exetastes och familjen brokparasitsteklar. Inga underarter finns listade i Catalogue of Life.